# 线性逻辑
在数理逻辑中，线性逻辑是拒绝“弱化”和“收缩”的结构规则的一种亚结构逻辑。对此解释是“假设是资源”:在证明中所有假设必须被消费“精确一次”。这区别于平常的逻辑比如经典逻辑或直觉逻辑，那里统治判断是“真理”，它可以按需要被自由的使用多次。例如，从命题A和A ⇒ B能按如下步骤得出结果A ∧ B:
1. （1）在假定A和A ⇒ B上应用肯定前件（或蕴涵除去）得到结论B。
2. （2）A和（1）的合取的得到结论A ∧ B。

这经常被符号化表示为相继式：A, A ⇒ B {\displaystyle \vdash } B。在上述证明中"消费"了A为真的事实；这种真理的"自由"通常是在形式化数学中所需要的。
但是，真理经常在应用于关于这个世界的陈述的时候太抽象或不实用。比如，假设我有一夸脱的牛奶，我能用它制作一磅奶酪。如果我决定把我的所有牛奶都制成奶酪，我就不能下结论说我有牛奶和奶酪二者! 上面的逻辑模式让我们得到结论：牛奶, 牛奶⇒奶酪{\displaystyle \vdash }牛奶∧奶酪（这里的牛奶表示命题"我有一夸脱牛奶"，等等）。普通逻辑建模这个活动失败是由于牛奶、奶酪一般是资源：资源的数量不像真理是可以随意使用和支配的自由事实，而是必须在所有"状态变更"中仔细计量的。关于牛奶制奶酪活动的准确陈述是：
从一夸脱牛奶和从一夸脱牛奶转换出一磅奶酪的过程，我们获得一磅奶酪。
在线性逻辑中我们写为：牛奶，牛奶⊸奶酪 {\displaystyle \Vdash } 奶酪，使用了不同的连结词（⊸替代了⇒）和不同的逻辑蕴涵符号。
线性逻辑由法国数学家让·伊夫·吉拉德（Jean-Yves Girard）在1987年提出。